# José Manuel Giménez Amaya
José Manuel Giménez Amaya  (Madrid, 18 de junio de 1958) es un médico, neurocientífico y filósofo español. Ha sido catedrático de Anatomía y Embriología en la Facultad de Medicina de la Universidad Autónoma de Madrid (2002-2010) y es, en la actualidad, profesor ordinario de Ciencia, Razón y Fe de la Universidad de Navarra (2012). El 14 de mayo de 2011 fue ordenado sacerdote en Roma por el obispo Javier Echevarría Rodríguez en la Basílica de Sant’Eugenio a Valle Giulia.

## Biografía

### Formación académica
Estudió el bachillerato en el colegio Santa María del Pilar de Madrid y la carrera de Medicina y Cirugía en la Universidad Autónoma de Madrid (1975-1981). Su tesina del grado de licenciatura en Medicina y Cirugía sobre «Revisión del cáncer de páncreas: discusión de su terapéutica quirúrgica» fue dirigida por el doctor Francisco Barreiro Álvarez y defendida en la Facultad de Medicina de la Universidad Autónoma de Madrid en octubre de 1981. A continuación se incorporó al departamento de Morfología (actualmente Anatomía, Histología y Neurociencia) para iniciar su tesis doctoral bajo la dirección del profesor José Luis Velayos Jorge sobre «Conexiones aferentes del núcleo de la cápsula interna: un estudio en la rata con el método del transporte axonal retrógrado de la HRP» que defendió en 1983 en la Facultad de Medicina de la Universidad Autónoma de Madrid.
A partir del año 2007 estudia Filosofía en la Facultad Eclesiástica de Filosofía en la Universidad de Navarra. Obtiene el grado de licenciatura con premio extraordinario con el trabajo «De la neurociencia a la neuroética: narrativa histórica y reflexión filosófica» dirigido por el profesor Sergio Sánchez-Migallón Granados, en octubre de 2009. En mayo de 2011 alcanza el grado de doctor con premio extraordinario en Filosofía con la tesis «La universidad en el proyecto sapiencial de Alasdair MacIntyre», dirigida también por el profesor Sergio Sánchez-Migallón Granados, en la Universidad de Navarra.

### Trayectoria profesional y académica

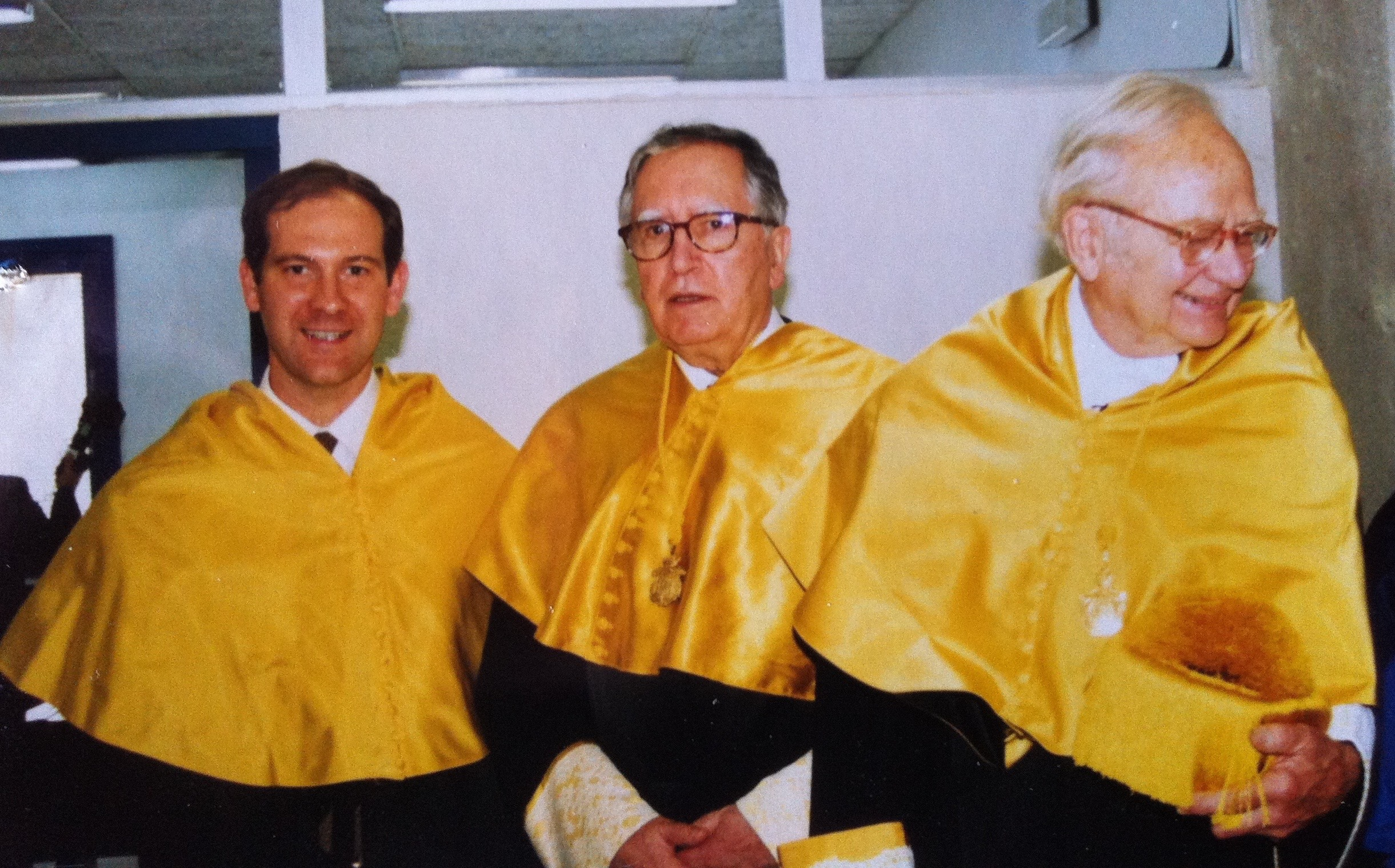
José Manuel Giménez Amaya con Fernando Reinoso Suárez y David H. Hubel, premio nobel de Fisiología y Medicina, el 6 de junio de 1997 en la Universidad Autónoma de Madrid tras la investidura del profesor Hubel como doctor honoris causa de esta universidad.

En 1985 es contratado por la Facultad de Medicina de la Universidad Autónoma de Madrid, donde obtiene la plaza de profesor titular de Anatomía en 1988.
Hizo una primera investigación postdoctoral con el profesor Fernando Reinoso Suárez en la propia Universidad Autónoma de Madrid (1984-1987) y una segunda con la profesora Ann M. Graybiel en el Department of Brain and Cognitive Sciences del Instituto de Tecnología de Massachusetts (1987-1989).
En 1997 es nombrado profesor en el departamento de Anatomía en la Facultad de Medicina de la Universidad de Navarra.
En 2002 obtiene la cátedra de Anatomía y Embriología de la Facultad de Medicina de la Universidad Autónoma de Madrid.
En 2012 es nombrado profesor ordinario de Ciencia, Razón y Fe de la Universidad de Navarra.
Ha colaborado también en investigaciones neurobiológicas con otros investigadores nacionales y extranjeros, como, por ejemplo, con la profesora Suzanne N. Haber de la Universidad de Rochester en el estado de Nueva York de Estados Unidos, con el profesor André Parent de la Universidad Laval de Quebec en Canadá y la doctora Mónica Beneyto-Santoja y el profesor James H. Meador-Woodruff, este último de la Universidad de Alabama en Birmingham en el estado de Alabama de Estados Unidos.

### Investigaciones neurobiológicas
Su trabajo se ha dirigido al estudio de las relaciones neuroanatómicas de las estructuras nerviosas involucradas en los trastornos del movimiento. También ha analizado, en el cerebro humano, la organización celular y neuroquímica de los ganglios basales y de otras estructuras subcorticales en el cerebro normal y procedente de pacientes esquizofrénicos.

### Investigaciones filosóficas
Su interés se ha centrado en el estudio de la antropología y la ética. Por una parte, sus investigaciones antropológicas han abordado las relaciones entre la neurociencia y la biología con la filosofía, con especial énfasis en el análisis de las relaciones mente-cerebro. Sus estudios éticos han profundizado en la neuroética y en el estudio de la obra del filósofo moral contemporáneo Alasdair MacIntyre. También ha estudiado con detalle al filósofo e historiador de las ideas francés Rémi Brague.

### Dirección del grupo Ciencia, Razón y Fe (CRYF)

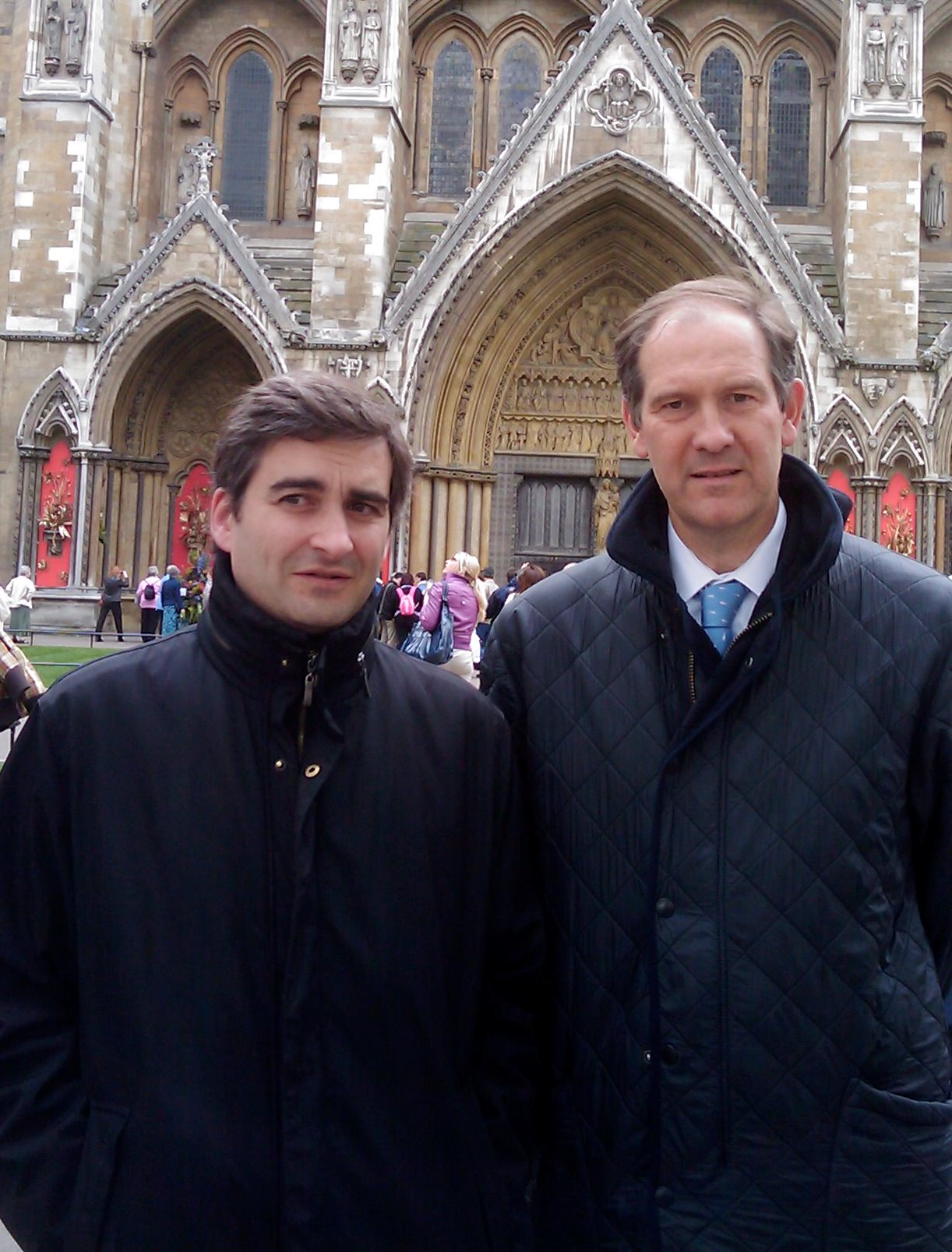
José Manuel Giménez Amaya junto a Sergio Sánchez-Migallón en mayo de 2009 en Londres, donde asistieron al funeral de Sir John Templeton en la Abadía de Westminster en representación del Grupo Ciencia, Razón y Fe (CRYF) de la Universidad de Navarra.

En 2010 fue nombrado director del grupo Ciencia, Razón y Fe (CRYF), de la Universidad de Navarra, cargo que ocupó hasta el año 2016, en que fue sustituido por el profesor Javier Sánchez Cañizares. Durante su dirección se iniciaron las lecciones conmemorativas Mariano Artigas y la revista Scientia et Fides en colaboración con la Universidad de Torun.

### Reconocimientos
- Fellow de la International Society for Science and Religion (ISSR) (2021).[37]
- Académico correspondiente de las Reales Academias Nacionales de Farmacia (2006)[38][39] y Medicina (2008).[40]
- Vicedecano de la Facultad Eclesiástica de Filosofía de la Universidad de Navarra (2016-2017).[41][42]
- Director del departamento de Anatomía de la Facultad de Medicina de la Universidad de Navarra (1997-2001).[43]
- Profesor visitante de Filosofía de la Pontificia Universidad de la Santa Cruz en Roma (Italia).[44]

## Publicaciones

### Libros publicados
- Giménez Amaya, J. M., Sánchez-Migallón, S., De la neurociencia a la neuroética: narrativa científica y reflexión filosófica, Pamplona: EUNSA, 2010. ISBN: 978-84-313-2670-8.[45] (2.ª edición, 2021. ISBN: 978-84-313-3680-6).
- Giménez Amaya, J. M., Sánchez-Migallón, S., Diagnóstico de la Universidad en Alasdair MacIntyre: génesis y desarrollo de un proyecto antropológico, Pamplona: EUNSA, 2011. ISBN: 978-84-313-2826-9.[46]
- Sánchez-Migallón, S., Giménez Amaya, J. M. (eds.), Cristianismo y ciencias en la Universidad, Pamplona: EUNSA, 2011. ISBN: 978-84-313-2784-2.
- Lombo, J. A., Giménez Amaya, J. M., La unidad de la persona: aproximación interdisciplinar desde la filosofía y la neurociencia, Pamplona: EUNSA, 2013. ISBN: 978-84-313-2921-1.[47]
- Sánchez-Migallón, S., Giménez Amaya, J. M. (eds.), La fe en la Universidad, Pamplona: Servicio de Publicaciones de la Universidad de Navarra, 2013. ISBN: 978-84-8081-387-7.
- Lombo, J. A., Giménez Amaya, J. M., Biología y racionalidad: el carácter distintivo del cuerpo humano, Pamplona: EUNSA, 2016. ISBN: 978-84-313-3154-2.[48]
- Bello, H. J., Giménez Amaya, J. M., Valoración ética de la modernidad según Alasdair MacIntyre, Pamplona: EUNSA, 2018. ISBN: 978-84-313-3284-6.[49]
- Giménez Amaya, J. M., Reflexiones de un neurocientífico, KDP, Amazon.com, Inc., 2019. ISBN: 978-1091759916.[50]
- Giménez Amaya, J. M., La universidad en el proyecto sapiencial de Alasdair MacIntyre, Pamplona: EUNSA, 2020. ISBN: 978-84-313-3372-0.[51]
- Montoya Camacho, J. M., Giménez Amaya, J. M., Encubrimiento y verdad: algunos rasgos diagnósticos de la sociedad actual, Pamplona: EUNSA, 2021. ISBN: 978-84-313-3651-6.[52] (2.ª edición, 2025. ISBN: 978-84-313-4037-7).
- Montoya Camacho, J. M., Giménez Amaya, J. M., Corporalidad, tecnología y deseo de salvación: apuntes para una antropología de la vulnerabilidad, Madrid: Dykinson, 2024. ISBN: 978-84-1170-367-3.[53][54]
- Lombo, J. A., Giménez Amaya, J. M., Antropología de la acción: la vida humana como unidad dinámica, Pamplona: EUNSA, 2024. ISBN: 978-84-313-3938-8.[55]

### Algunas publicaciones científicas

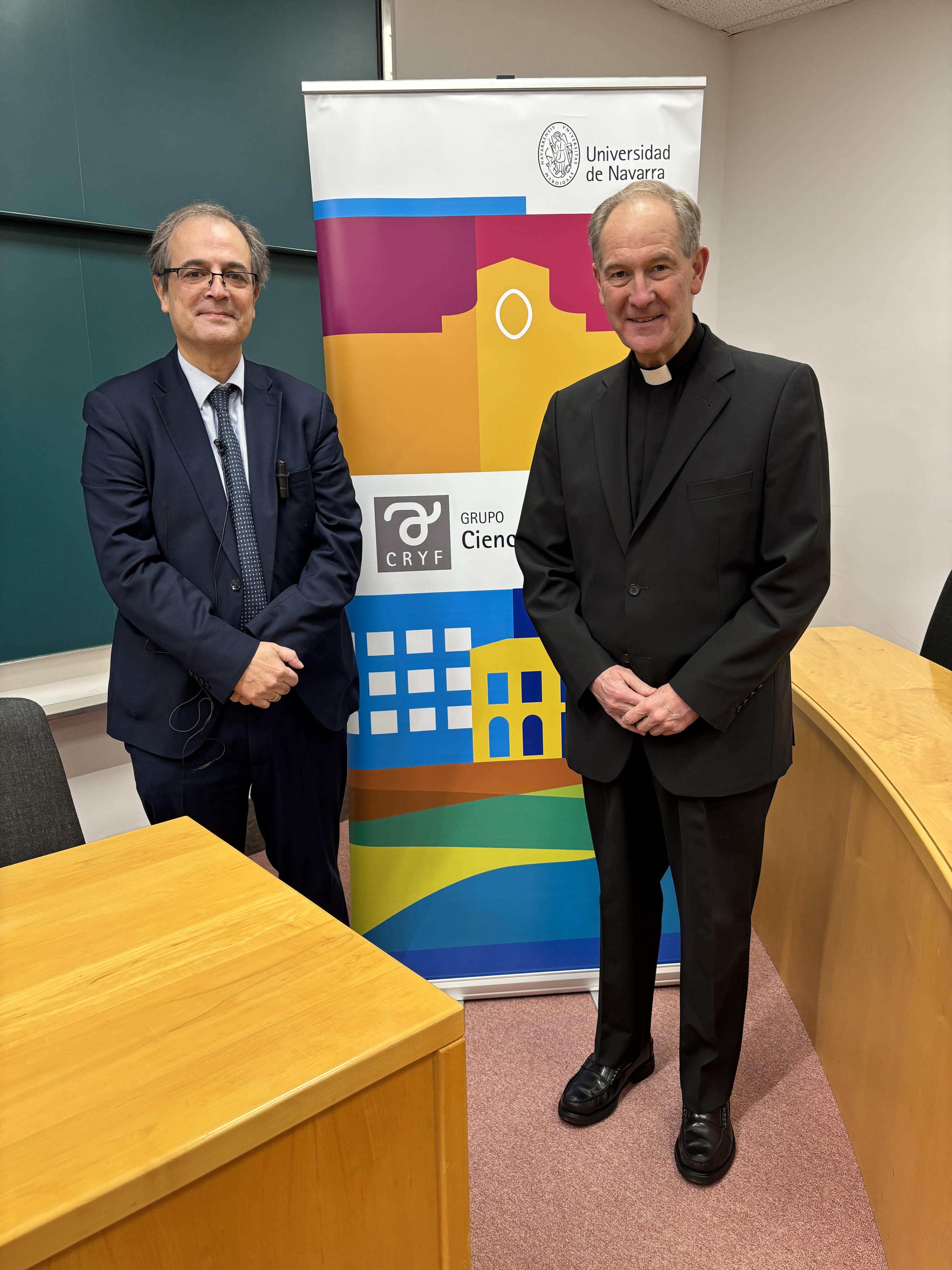
José Manuel Giménez Amaya con Bernardo Hontanilla Calatayud, Académico de número de la Real Academia Nacional de Medicina, en el Grupo Ciencia, Razón y Fe (CRYF) de la Universidad de Navarra.

#### Revisiones sobre neurociencia
- Giménez Amaya, J. M., «The association cortex and the basal ganglia: a neuroanatomical view upon their relationship based on hodological studies», Journal für Hirnforschung, 32 (1991), pp. 501-510. Dedicado al profesor Walle J. H. Nauta.[56]
- Giménez Amaya, J. M., «Anatomía funcional de la corteza cerebral implicada en los procesos visuales», Revista de Neurología, 30 (2000), pp. 656-662. Dedicado al oftalmólogo madrileño Manuel Giménez Álvarez.[57]
- Ledo-Varela, M. T., Giménez-Amaya, J. M., Llamas, A., «El complejo amigdalino humano y su implicación en trastornos psiquiátricos», Anales del Sistema Sanitario de Navarra, 30 (2007), pp. 61-74.
- Giménez Amaya, J. M., «Anatomía química del tálamo en la esquizofrenia», Anales de la Real Academia Nacional de Medicina, 125 (2008), pp. 179-191.
- Giménez Amaya, J. M., «La señalización celular en la esquizofrenia», Monografía de la Real Academia Nacional de Farmacia, XXIV (2009), pp. 391-415.

#### Revisiones sobre las relaciones mente-cerebro
- Giménez Amaya, J. M., Murillo, J. I., «Mente y cerebro en la neurociencia contemporánea: una aproximación a su estudio interdisciplinar», Scripta Theologica, 39 (2007), pp. 607-635.
- Giménez Amaya, J. M., Murillo, J. I., «Neurociencia y libertad: una aproximación interdisciplinar», Scripta Theologica, 41 (2009), pp. 13-46.
- Giménez Amaya, J. M., «¿Dios en el cerebro?: la experiencia religiosa desde la neurociencia», Scripta Theologica, 42 (2010), pp. 433-446.
- Giménez Amaya, J. M., «Cerebro y alma: nuevas formas de mirar a un viejo problema», en Ciencia y religión en el siglo XXI: recuperar el diálogo, E. Chuvieco, D. Alexander (coords.), Madrid: Editorial Centro de Estudios Ramón Areces, 2012, pp. 151-166.
- Giménez Amaya, J. M., «Cuerpo y corporalidad en el hombre: algunas reflexiones interdisciplinares», Anales de la Real Academia Nacional de Medicina, 131 (2014), pp. 41-54.
- Sánchez-Migallón, S., Giménez-Amaya, J. M., «Phenomenological analysis of the emotional life and a note on its neurobiological correlation», Scientia et Fides, 2 (2014), pp. 47-66.
- Lombo, J. A., Giménez-Amaya, J. M., «The unity and the stability of human behavior: an interdisciplinary approach to habits between philosophy and neuroscience», Frontiers in Human Neuroscience, 8 (2014), 607.
- Giménez Amaya, J. M., Lombo, J. A., «Mente y cerebro: relaciones y límites», en Frágiles: desafíos en la salud mental y social, J. Cabanyes (ed.), Madrid: Rialp, 2022, pp. 47-56. ISBN: 978-84-321-6113-1.
- Lombo, J. Á., Giménez Amaya, J. M., «Atención», en Fernández Labastida, Francisco – Mercado, Juan Andrés (editores), Philosophica: Enciclopedia filosófica on line, 2022.
- Giménez Amaya, J. M., Lombo, J. A., «Alcance y desafíos de las relaciones mente-cerebro en el contexto del diálogo entre la neurociencia y la filosofía», Anales de la Real Academia Nacional de Medicina, 141 (2024), pp. 56-61.

#### Revisiones sobre la filosofía moral de Alasdair MacIntyre
- Bello Rodríguez, H. J., Giménez Amaya, J. M., «Alasdair MacIntyre: introducción narrativa a su obra», Scientia et Fides, 6 (2018), pp. 189-206.
- Giménez Amaya, J. M, Sánchez-Migallón, S., «Los problemas de la universidad liberal según Alasdair MacIntyre», Scientia et Fides, 8 (2020), pp. 99-121.
- Bello Rodríguez, H. J, Giménez Amaya, J. M., «Alasdair MacIntyre», en Fernández Labastida, Francisco – Mercado, Juan Andrés (editores), Philosophica: Enciclopedia filosófica on line, 2021.
- Giménez Amaya, J. M., Lombo, J. A., «Dependencia y vulnerabilidad en la ética de Alasdair MacIntyre», en Cuarenta años de After Virtue de Alasdair MacIntyre: relecturas iberoamericanas, F. J. de la Torre, M. Loria, L. Nontol (eds.), Madrid: Dykinson, 2022, pp. 105-114. ISBN: 978-84-1122-298-3.
- Montoya Camacho, J. M., Giménez Amaya, J. M., «La virtud de la "justa generosidad" y su relación con el bien común según Alasdair MacIntyre», en La política del bien común en MacIntyre, J. de la Torre, M. Loria, L. Nontol (eds.), Madrid: Dykinson, 2025, pp. 139-154. ISBN: 979-13-7006-123-4.

#### Otras publicaciones de antropología y ética
- Montoya Camacho, J. M, Giménez Amaya, J. M., «Tecnología y poder: el encubrimiento moderno de los fines naturales de la tekné», Cuadernos de pensamiento, 35 (2022), pp. 71-104.
- Montoya Camacho, J. M, Giménez Amaya, J. M., «El deseo contemporáneo de una salvación tecnificada», Razón y fe, 287 (2023), pp. 69-94.
- Montoya Camacho, J. M, Giménez Amaya, J. M., «The recovery of the natural desire for salvation: foundations for a narrative Dynamic Theodicy model based on the concept of bodily vulnerability», Scientia et Fides, 12 (2024), pp. 119-141.

### Algunas publicaciones de divulgación
- Hontanilla, B., de las Heras, S., Giménez-Amaya, J. M., «Enfermedad de Parkinson: nuevos hallazgos sobre las conexiones nerviosas nigroestriadas», Investigación y Ciencia, 245 (1997), pp. 33-34.
- Rosell, A., de las Heras, S., Giménez-Amaya, J. M., «Neurociencia: ejemplo del abordaje multidisciplinar como estrategia eficaz en la investigación científica» Revista de Neurología, 27 (1998), pp. 1071-1073.
- Giménez Amaya, J. M., «Futuro de la terapéutica de la enfermedad de Parkinson», en Enciclopedia Médica Familiar, Diego Martínez Caro (editor científico), Madrid: Editorial Espasa Calpe, 2006, pp. 1179-1180. ISBN: 84-670-1866-6.
- Lombo, J. A.,  Giménez Amaya, J. M., «La colaboración entre filosofía y neurociencia: una propuesta interdisciplinar para entender la unidad de la persona humana», Cuenta y Razón, 34 (2015), pp. 27-32.